# Złoty Puchar CONCACAF 2013
Złoty Puchar CONCACAF 2013 odbył się w Stanach Zjednoczonych. Była to 12. edycja Złotego Pucharu CONCACAF.

## Uczestnicy
| Drużyna                                           | Kwalifikacje | Liczba występów | Najlepszy wynik                                | Ostatni występ |
| ------------------------------------------------- | ------------ | --------------- | ---------------------------------------------- | -------------- |
| Kwalifikacja automatyczna                         |              |                 |                                                |                |
| Stany Zjednoczone                                 | gospodarz    | 11              | Zwycięzca (1991, 2002, 2005, 2007)             | 2011           |
| Meksyk                                            | mistrz       | 11              | Zwycięzca (1993, 1996, 1998, 2003, 2009, 2011) | 2011           |
| Kanada                                            | automatyczna | 10              | Zwycięzca (2000)                               | 2011           |
| Zakwalifikowani poprzez Mistrzostwa Karaibów 2012 |              |                 |                                                |                |
| Kuba                                              | 1. miejsce   | 6               | Ćwierćfinał (2003)                             | 2011           |
| Trynidad i Tobago                                 | 2. miejsce   | 7               | Półfinał (2000)                                | 2007           |
| Haiti                                             | 3. miejsce   | 4               | Ćwierćfinał (2002), (2009)                     | 2009           |
| Martynika                                         | 4. miejsce   | 3               | Ćwierćfinał (2002)                             | 2003           |
| Zakwalifikowani poprzez Copa Centroamericana 2013 |              |                 |                                                |                |
| Kostaryka                                         | 1. miejsce   | 10              | 2. miejsce (2002)                              | 2011           |
| Honduras                                          | 2. miejsce   | 10              | 2. miejsce (1991)                              | 2011           |
| Salwador                                          | 3. miejsce   | 7               | Ćwierćfinały (2002, 2003, 2011)                | 2011           |
| Belize                                            | 4. miejsce   | debiutant       | -                                              | -              |
| Panama                                            | 5. miejsce   | 5               | 2. miejsce (2005)                              | 2011           |

## Strzelcy
5 Bramek
- Gabriel Torres
- Landon Donovan
- Chris Wondolowski

4 Bramki
- Rodolfo Zelaya

3 Bramki
- Ariel Martínez
- Marco Fabián
- Blas Pérez

2 Bramki
- Michael Barrantes
- José Ciprian Alfonso
- Jean-Eudes Maurice
- Raúl Jiménez
- Luis Montes
- Kenwyne Jones
- Joe Corona
- Eddie Johnson
- Brek Shea

1 Bramka
- Ian Gaynair
- Jairo Arrieta
- Yénier Márquez
- Marvin Chávez
- Jorge Claros
- Rony Martínez
- Nery Medina
- Andy Najar
- Kévin Parsemain
- Fabrice Reuperné
- Miguel Ángel Ponce
- Jairo Jiménez
- Carlos Rodríguez
- Román Torres
- Keon Daniel
- Kevin Molino
- Mikkel Diskerud
- Clarence Goodson
- Stuart Holden
- Michael Orozco

Gole samobójcze
- Dalton Eiley (dla Kostaryki)

## Nagrody
| Złoty But                                       | MVP            | Najlepszy Bramkarz | Drużyna Fair Play |
| ----------------------------------------------- | -------------- | ------------------ | ----------------- |
| Landon Donovan Chris Wondolowski Gabriel Torres | Landon Donovan | Jaime Penedo       | Panama            |